# Байсоголов, Григорий Давидович
 Григо́рий Дави́дович Байсого́лов (1921—2003) — советский и российский врач-радиолог, доктор медицинских наук, профессор, крупный учёный в области профпатологии, гематологии и радиационной медицины, один из основателей Филиала Института биофизики Минздрава СССР в Челябинске-40, лауреат Ленинской премии.

## Биография
Г. Д. Байсоголов родился в 1921 в семье врачей (и отец, и мать — кандидаты медицинских наук). Трудовую деятельность начал во время Великой Отечественной войны, в эвакогоспитале, будучи студентом Тбилисского медицинского института.
С 1950 занимается зарождающейся в СССР медицинской радиологией. Г. Д. Байсоголов является одним из первопроходцев (совместно с А. К. Гуськовой и другими) в изучении и лечении хронической и острой лучевой болезни, других заболеваний, возникающих в результате воздействия различных видов ионизирующих излучений.
Один из основателей Филиала № 1 Института биофизики Минздрава СССР в Челябинске-40, с 1953 — заведующий Филиалом. С 1965 — заместитель директора Института медицинской радиологии АМН СССР в Обнинске.

## Награды
- Орден Отечественной войны 2 степени (1995)
- Орден «Знак Почёта»
- 2 Ордена Трудового Красного Знамени
- Медаль им. Н. В. Тимофеева-Ресовского
- Ленинская премия (1963)